# Zdenka Podkapová

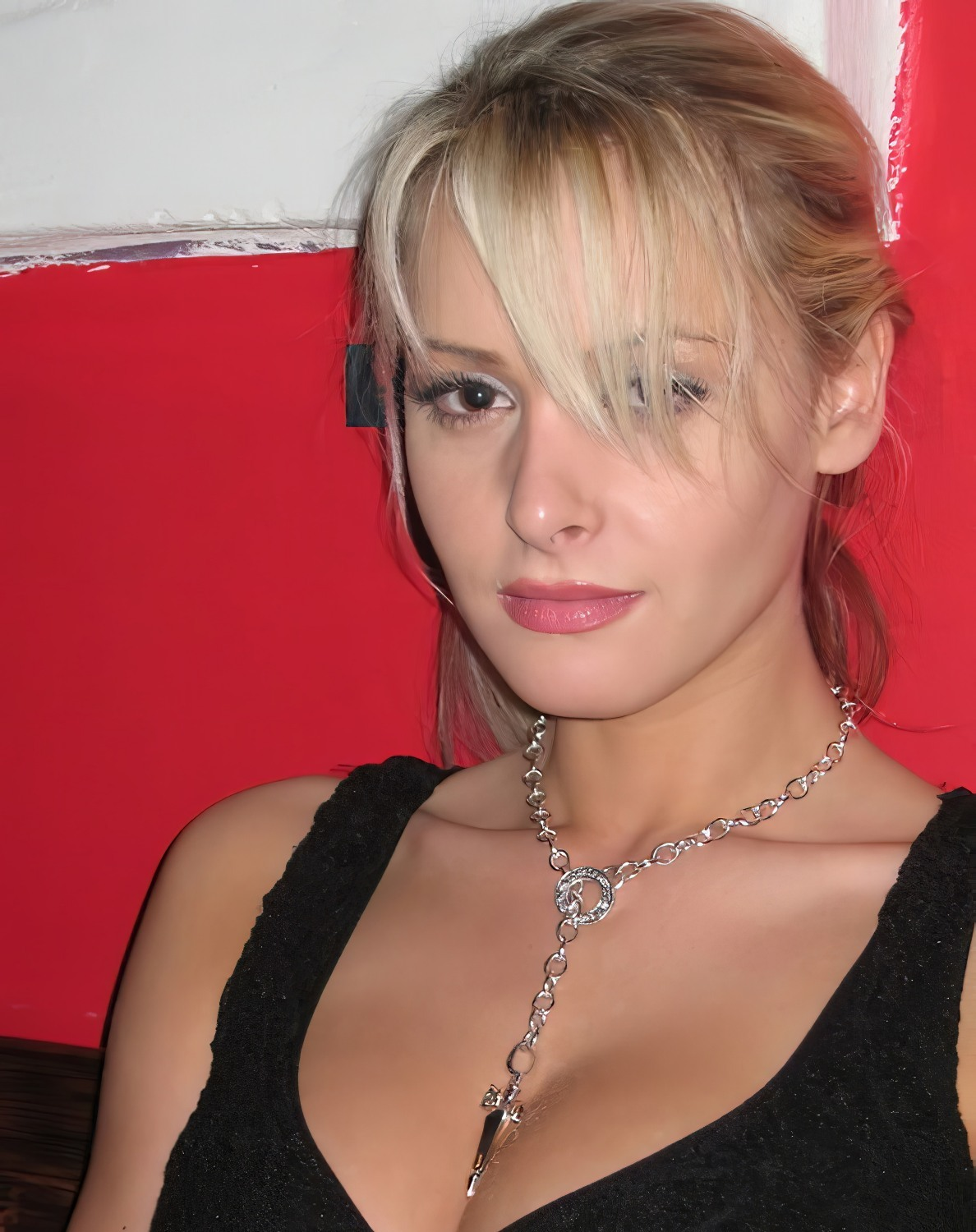
Zdenka Podkapová

Zdenka Podkapová (* 6. August 1977 in Brünn, Tschechoslowakei) ist eine tschechische Pornodarstellerin und Fotomodell.

## Karriere
Bevor Podkapová ihre Model-Karriere startete, war sie nach eigenen Angaben zehn Jahre aktive Turnerin. Demnach war sie fünf Jahre Mitglied der tschechischen Nationalmannschaft und wurde viermal tschechische Jugendmeisterin.
Im Jahr 1996 posierte sie erstmals für Fotoaufnahmen. Ihre ersten Aufnahmen für das Magazin Penthouse wurden im April 1998 veröffentlicht. Sie wurde Penthouse Pet of the Month, zwei Jahre später gewann sie den Titel USA Penthouse Pet of the Year 2001. Sie war die erste Frau aus der tschechischen Republik, die diesen Titel gewann.

## Privatleben
Zdenka Podkapová ist verheiratet und lebt mit ihrem Ehemann in Brünn.

## Auszeichnungen
- 2001: Penthouse Pet of the Year

## Filme
- 2000: Penthouse Pet of the Year Play-Off 2001
- 2000: Secret Paris (Regie: Andrew Blake)
- 2000: Hot Body Competition: Ultimate Thong-a-thon
- 2000: Decadence (Regie: Andrew Blake)
- 2001: Hot Body Competition: Hotties of the Year
- 2002: May Girls of IVOLT
- 2005: Zdenka & Friends
- 2005: Lesbian Paradise
- 2007: World’s Sexiest Nude Women